# La Châtre-Langlin

La Châtre-Langlin este o comună în departamentul Indre, Franța. În 1 ianuarie 2022 avea o populație de 503 de locuitori.